# Catedral de Santa María da Graça
La iglesia de Santa Maria da Graça es la catedral de Setúbal, en Portugal. Está situada en el corazón del primitivo burgo medieval de Setúbal, alrededor de la cual se desarrolló el barrio medieval más importante de la ciudad, así como el centro religioso y administrativo. Pertenece a la diócesis de Setúbal.
Fundada en el siglo XIII, el actual edificio es una reconstrucción del alto Renacimiento con una fachada manierista. En el interior se encuentran columnas con frescos, y azulejos de los siglos XVII y XVIII.
En una calle lateral se encuentra el pórtico gótico de una antigua casa, el Hospital de João Palmeiro.

## Galería de imágenes

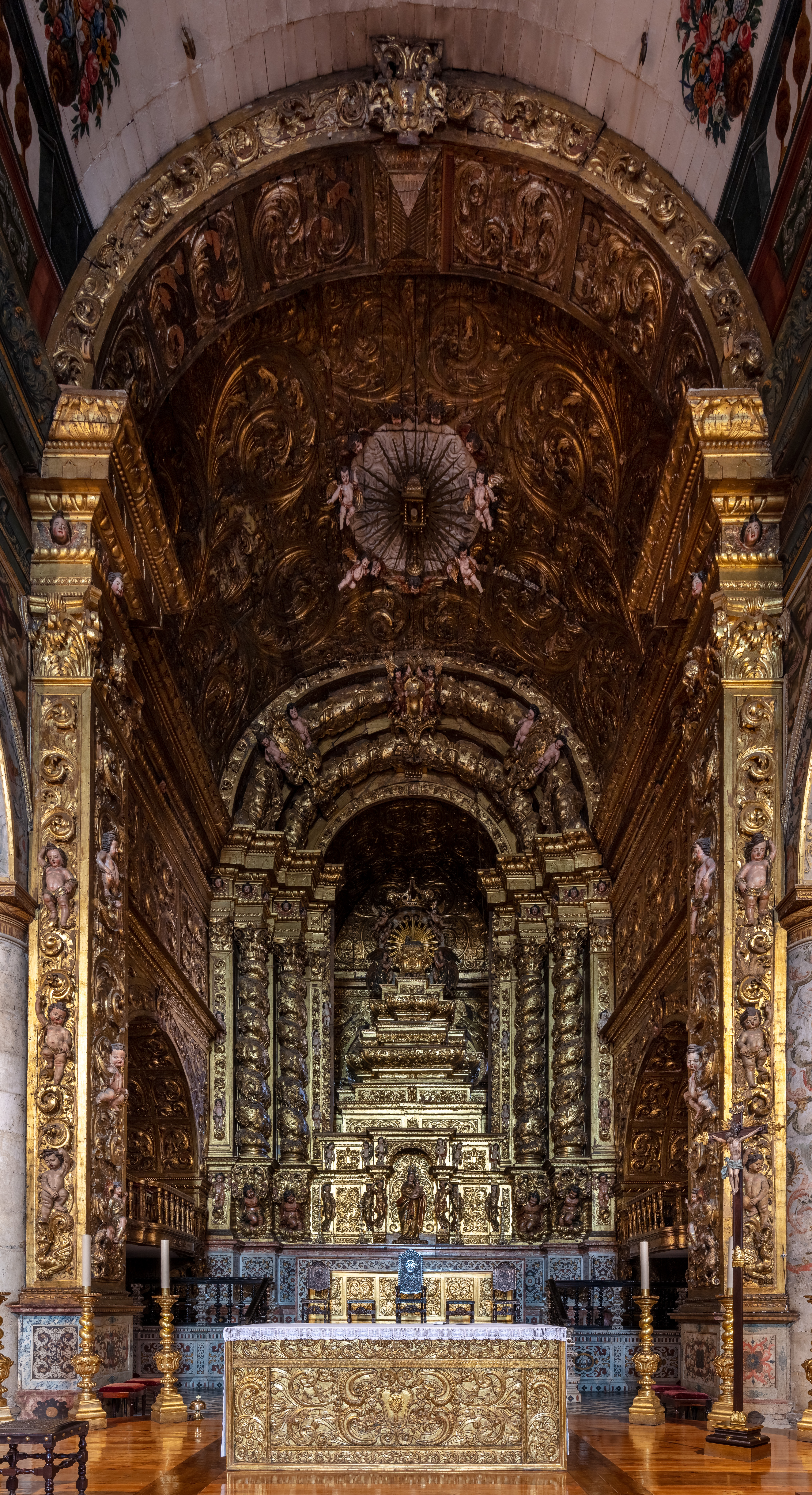
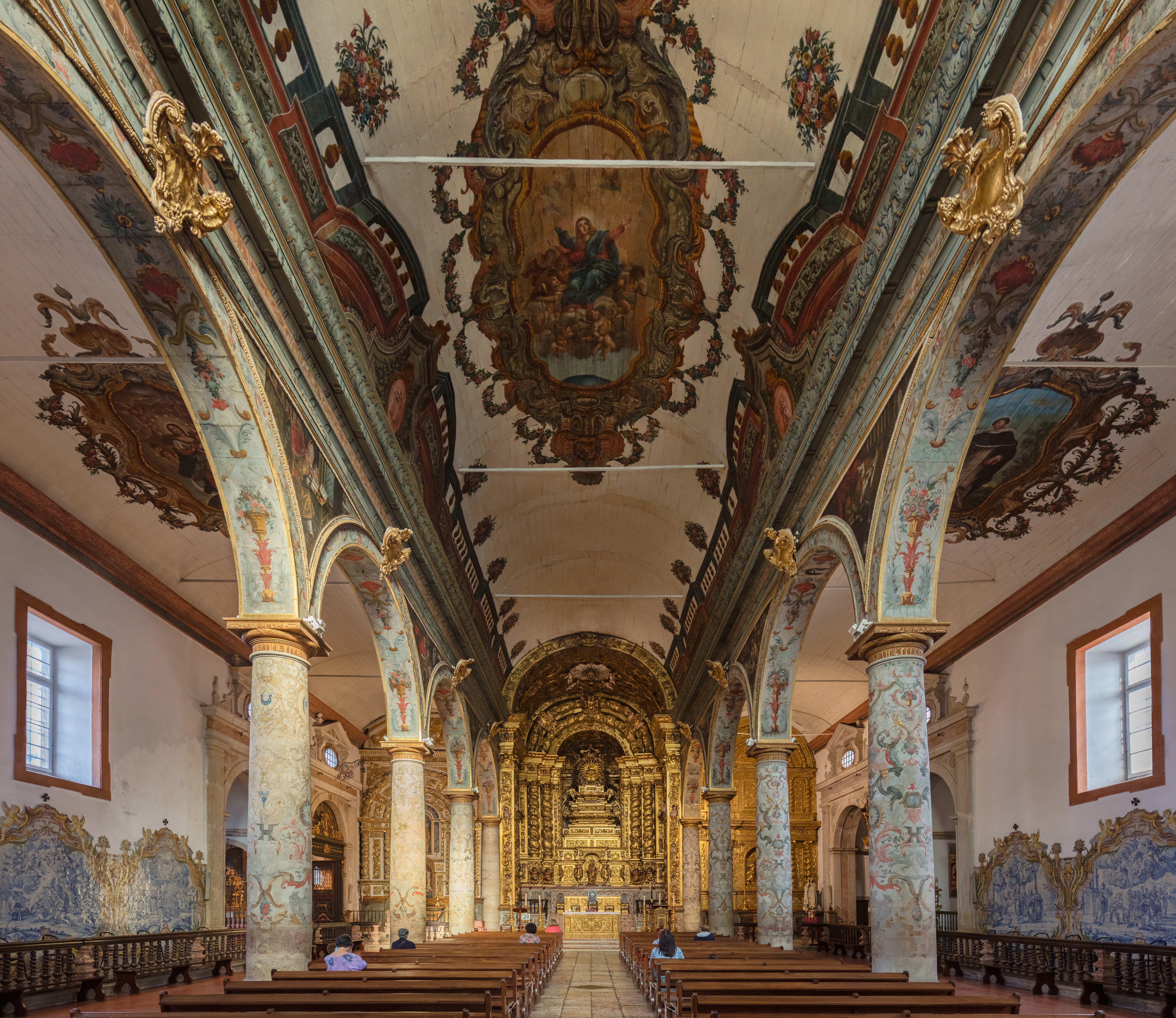
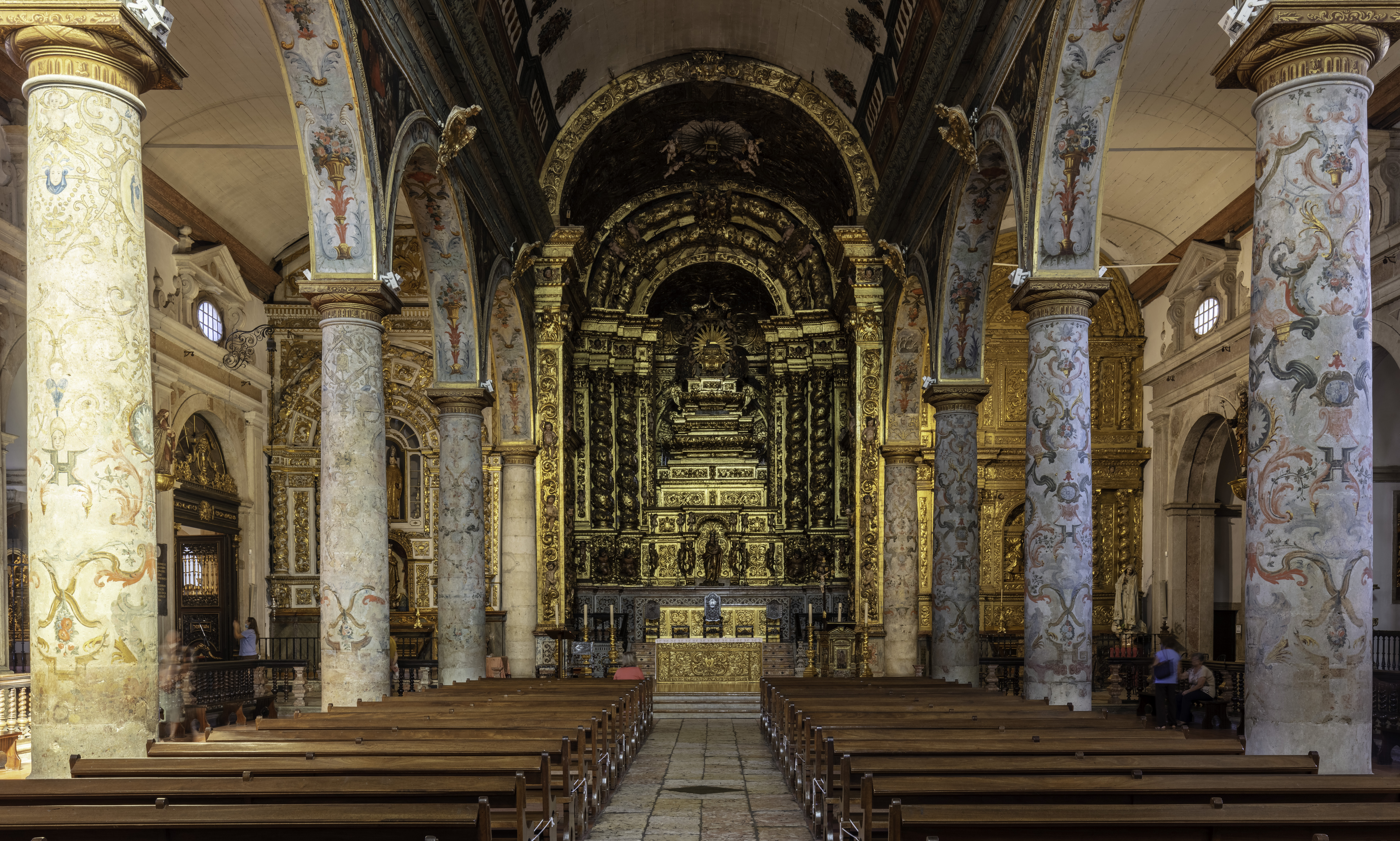
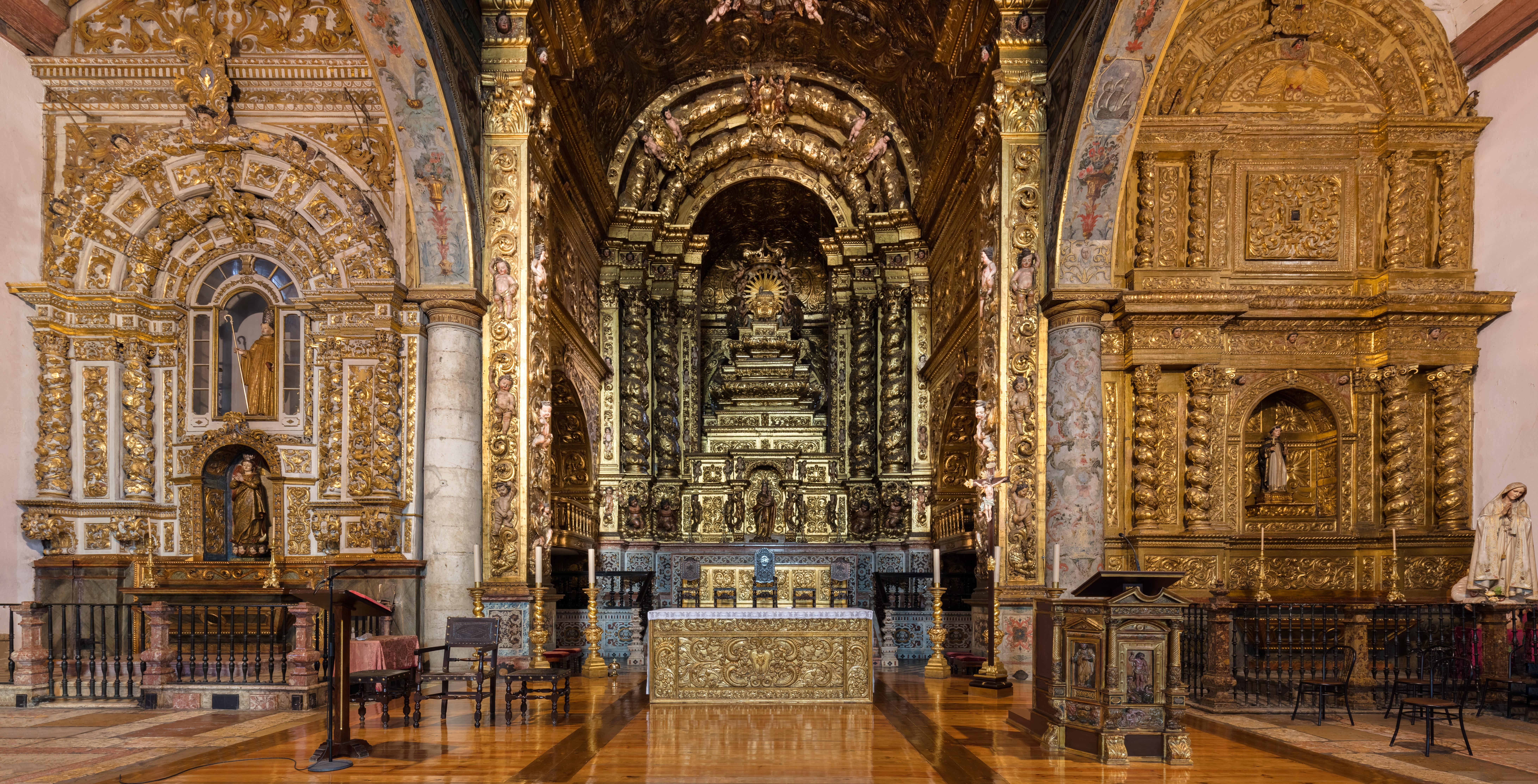
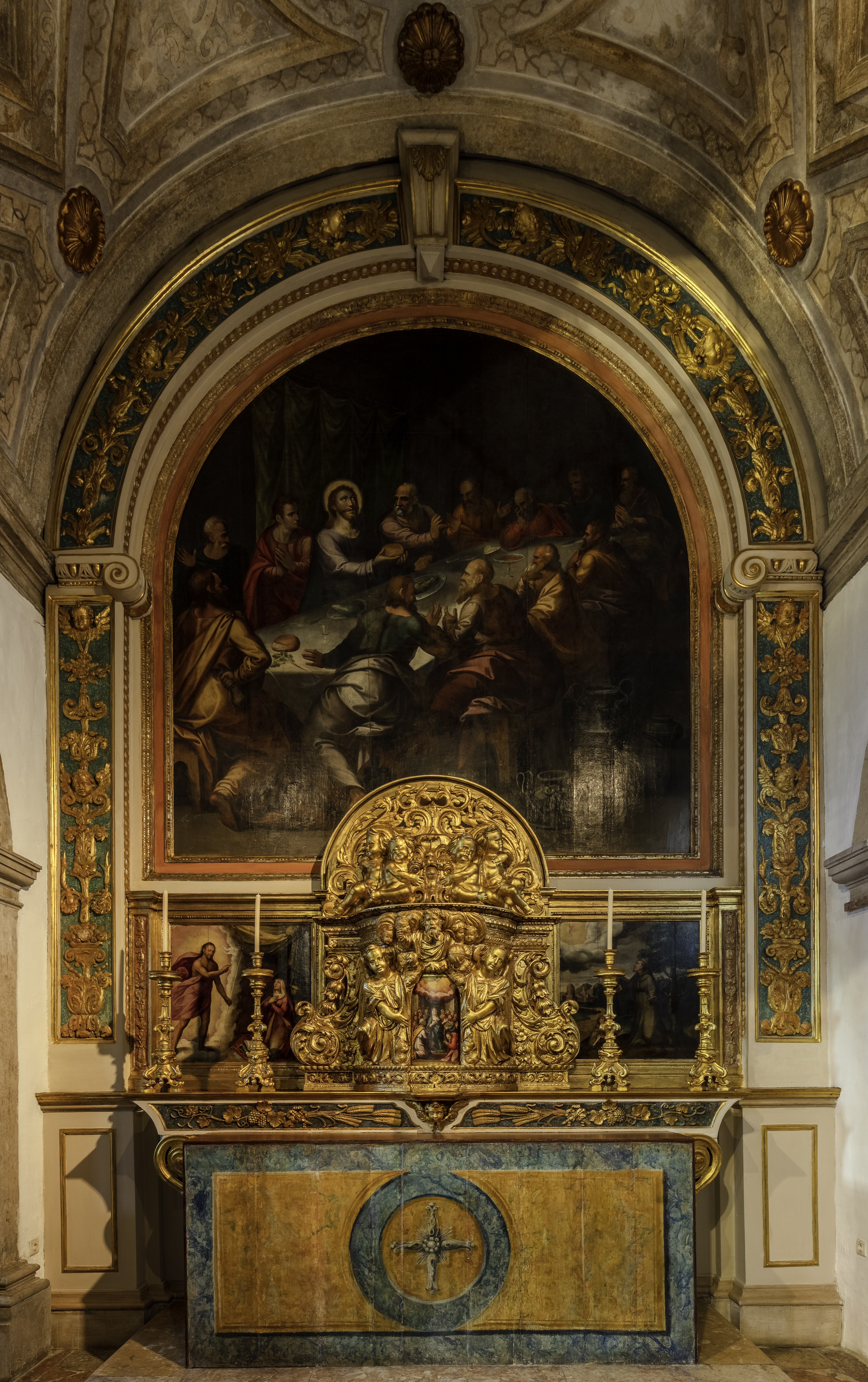
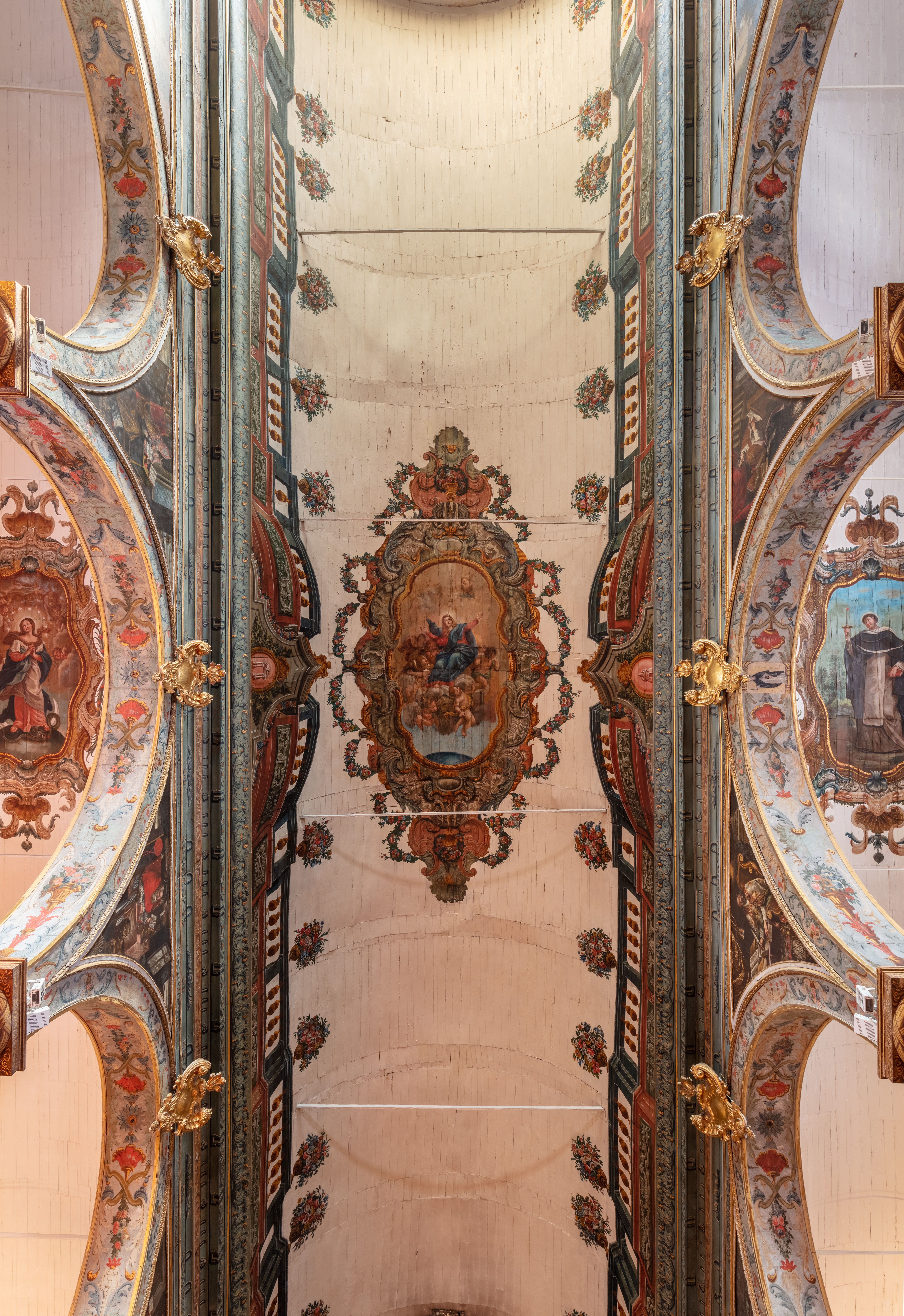